# Franz Kremer

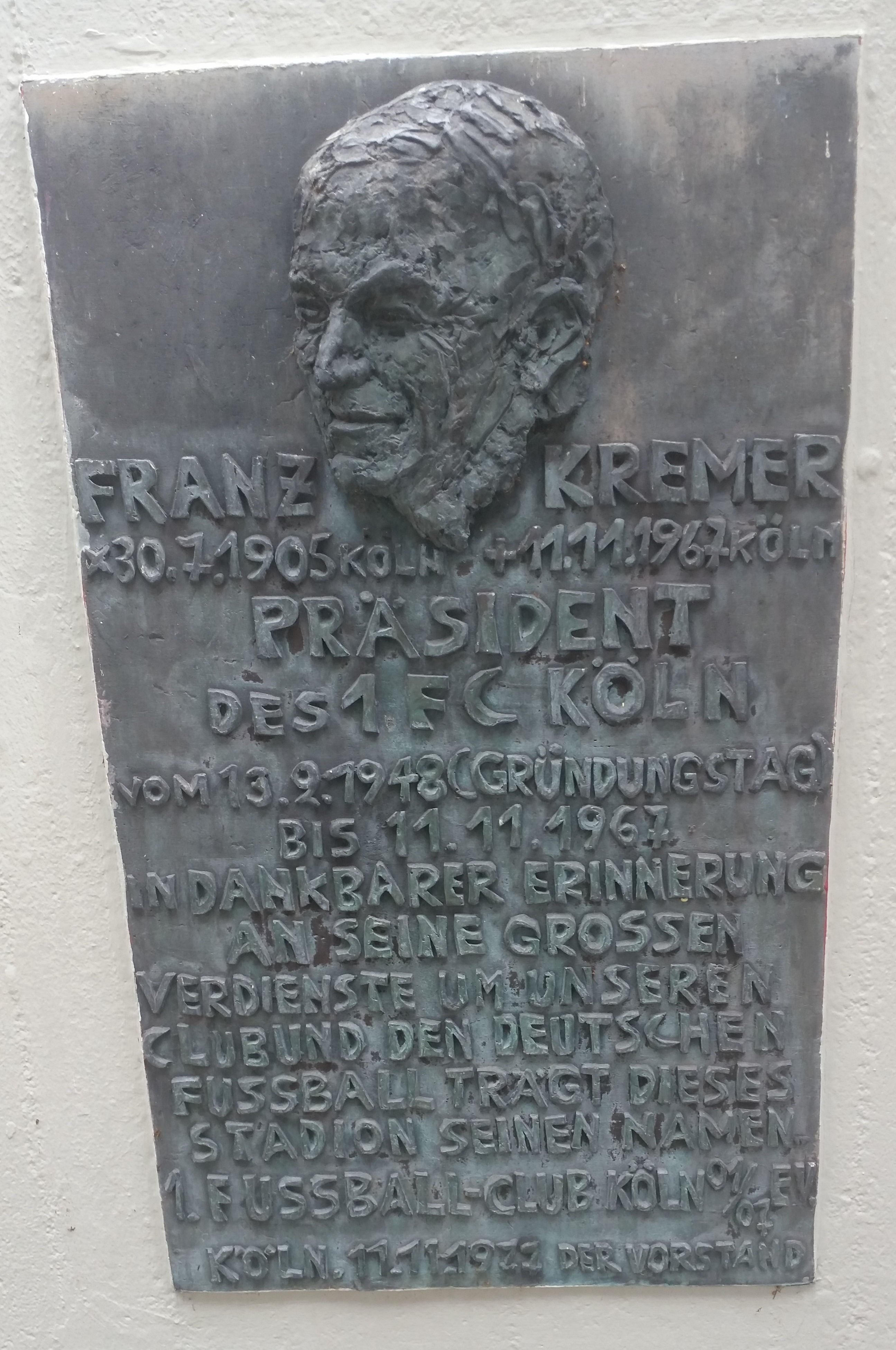
Für Franz Kremer errichtetes Denkmal im Franz-Kremer-Stadion

Franz Kremer (* 30. Juli 1905 in Köln; † 11. November 1967 ebenda) war der erste Präsident des 1948 gegründeten 1. FC Köln.

## Leben
Franz Kremer war als Vorsitzender des Kölner BC von 1901 die treibende Kraft bei der Gründung des 1. FC Köln durch Fusion seines Vereins mit der Spielvereinigung Sülz 07 im Jahr 1948. Kremer gelang es damit, zum ersten Mal einen gesamtstädtischen Kölner Fußballclub zu etablieren, während alle anderen Klubs in ihrem Einzugsbereich bis dahin und auch in der Folgezeit mehr oder weniger auf Teile des Stadtgebiets beschränkt blieben. Kremers Ehrgeiz wurde bereits 1948 offenbart, als er für die Fusion der beiden unterklassigen Vereine mit dem Spruch „Wollen Sie mit mir Deutscher Meister werden?“ warb. Der Aufstieg des 1. FC Köln zum regionalen und später nationalen Spitzenclub war seinen umtriebigen und für die damalige Zeit sehr modernen Managementmethoden zu verdanken. Die schon fast profihaften Strukturen des Vereins galten Anfang der 1960er Jahre in Deutschland als vorbildlich. Innerhalb des Clubs herrschte Kremer unumstritten allein und das bisweilen sehr autoritär. Auch daher rührt sein Spitzname „der Boss“.
In Kremers Präsidentschaft fielen die Meisterschaften 1962 und 1964. Der Verein wurde am 11. November 1967 (nach einem 2:1-Auswärtssieg gegen Eintracht Frankfurt) von Kremers plötzlichem Tode überrascht und konnte seither nur noch sporadisch die führende Stellung im deutschen Fußball erreichen, die er in der Ära Kremer innehatte.

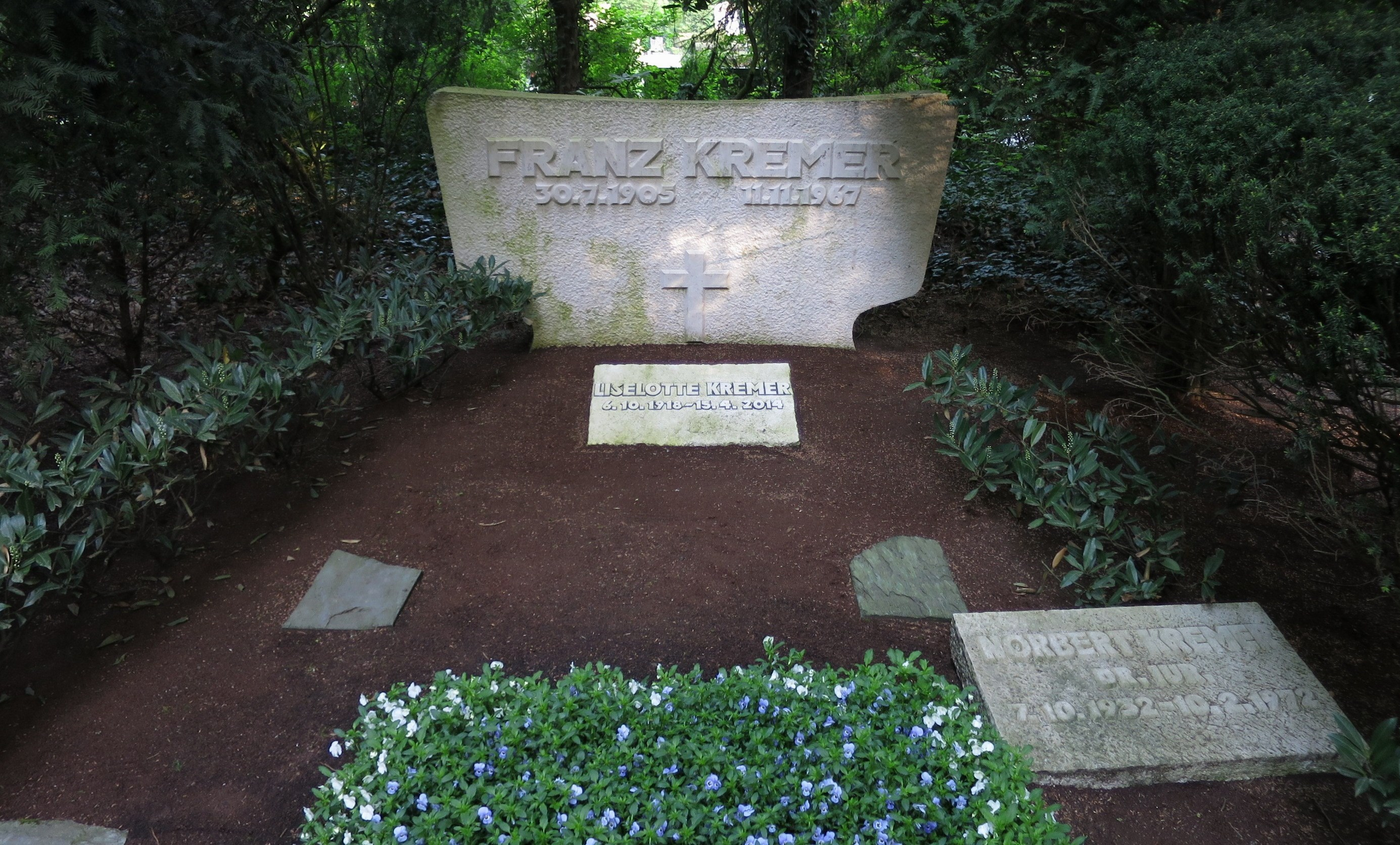
Familiengrab auf dem Südfriedhof

Kremer war einer der führenden Persönlichkeiten bei der Gründung der Fußball-Bundesliga im Jahre 1963. Heute erinnert der Name des vereinseigenen Jugend-Stadions an Franz Kremer. Aus Anlass seines 100. Geburtstags wurde zusätzlich die Straße zum Geißbockheim von Cluballee in Franz-Kremer-Allee umbenannt.
Seine Witwe Liselotte Kremer (geborene Beutler, * 6. Oktober 1918) starb am 15. April 2014. Sie war Ehrenmitglied des 1. Fußball-Club Köln 01/07 e. V.
Die Grabstätte der Familie Kremer befindet sich auf dem Kölner Südfriedhof (Flur 15).

## Auszeichnungen und Ehrungen
Auf der Gala zum 70. Vereinsjubiläum des 1. FC Köln am 18. November 2018 wurde Kremer posthum in die neu ins Leben gerufene vereinsinterne Ruhmeshalle aufgenommen.

## Kritik
Von Seiten Aachener Fußballfans wird auch heute noch der Vorwurf geäußert, Kremer habe in der Gründungsphase der Bundesliga 1963 bei der Frage nach der Auswahl der Bundesligateilnehmer aus der Oberliga West den Meidericher SV (heute MSV Duisburg) zu Ungunsten von Alemannia Aachen bevorzugt, um diesen lokalen Konkurrenten loszuwerden, der die „sportlich bessere Mannschaft“ gewesen sei. Bei dem Vorwurf ist zu berücksichtigen, dass der MSV die letzte Saison der Oberliga West zwei Tabellenplätze vor der Alemannia beendete und dass ohne ihn der Niederrhein nicht vertreten gewesen wäre. Ohnehin lag die Entscheidung nicht allein bei Kremer, sondern bei der zuständigen Kommission.